# Paolo Rosi

a Compétitions nationales et continentales officielles uniquement.

b Matchs officiels uniquement.
Paolo Rosi,  né le 20 avril 1924 à Rome et mort le 30 avril 1997 dans la même ville, est un joueur de rugby à XV italien évoluant au poste de centre ou d'ailier sous les couleurs du Rugby Rome et sélectionné 12 fois en équipe nationale dont il a été à 4 reprises le capitaine (entre le 16 mai 1953 et le 24 avril 1954).
Il a également évolué comme journaliste sportif en la RAI, la télévision d'état italienne, entre 1956 et 1988.

## Palmarès
- Vainqueur du championnat d'Italie en 1948 et 1949[2].